# بحر باراتيثس

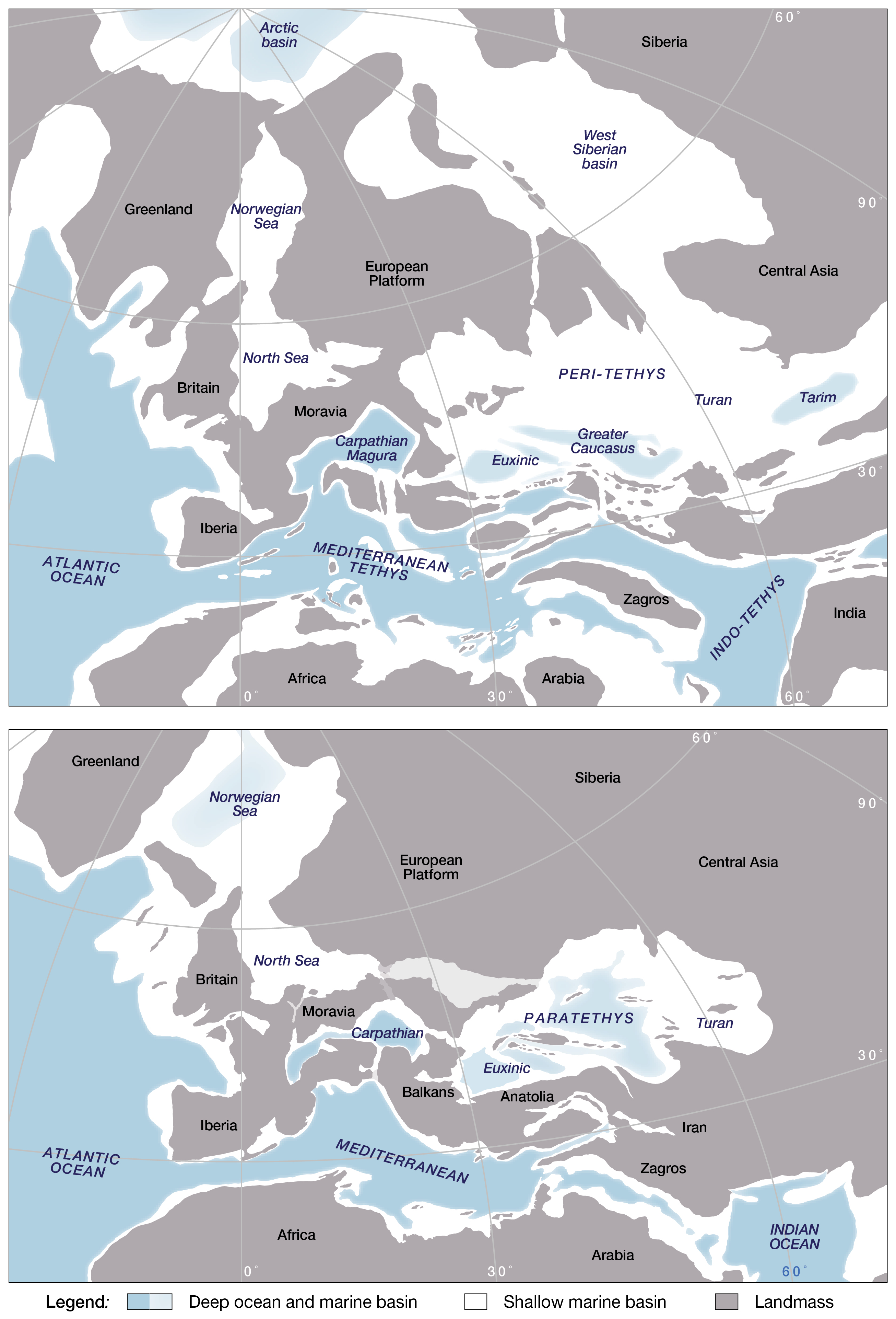
إعادة تنظيم الجغرافية القديمة لمنطقة بحر تيثس-باراتيثس خلال العصر الباليوجيني، من تكوين تيثس متصل خلال أوائل الفترة الفجرية (فوق) إلى تكوين منطقة باراتيثس مجزأة ومقيدة خلال العصر الأوليغوسيني (أدناه). لاحظ فقدان الاتصال في المياه العميقة بين منطقة المحيط الهندي والبحر الأبيض المتوسط، والفقدان الكامل لاتصال المحيط الهندي-القطب الشمالي، وانغلاق معظم الممرات البحرية في الفترة الفجرية في عصر الأوليغوسيني.

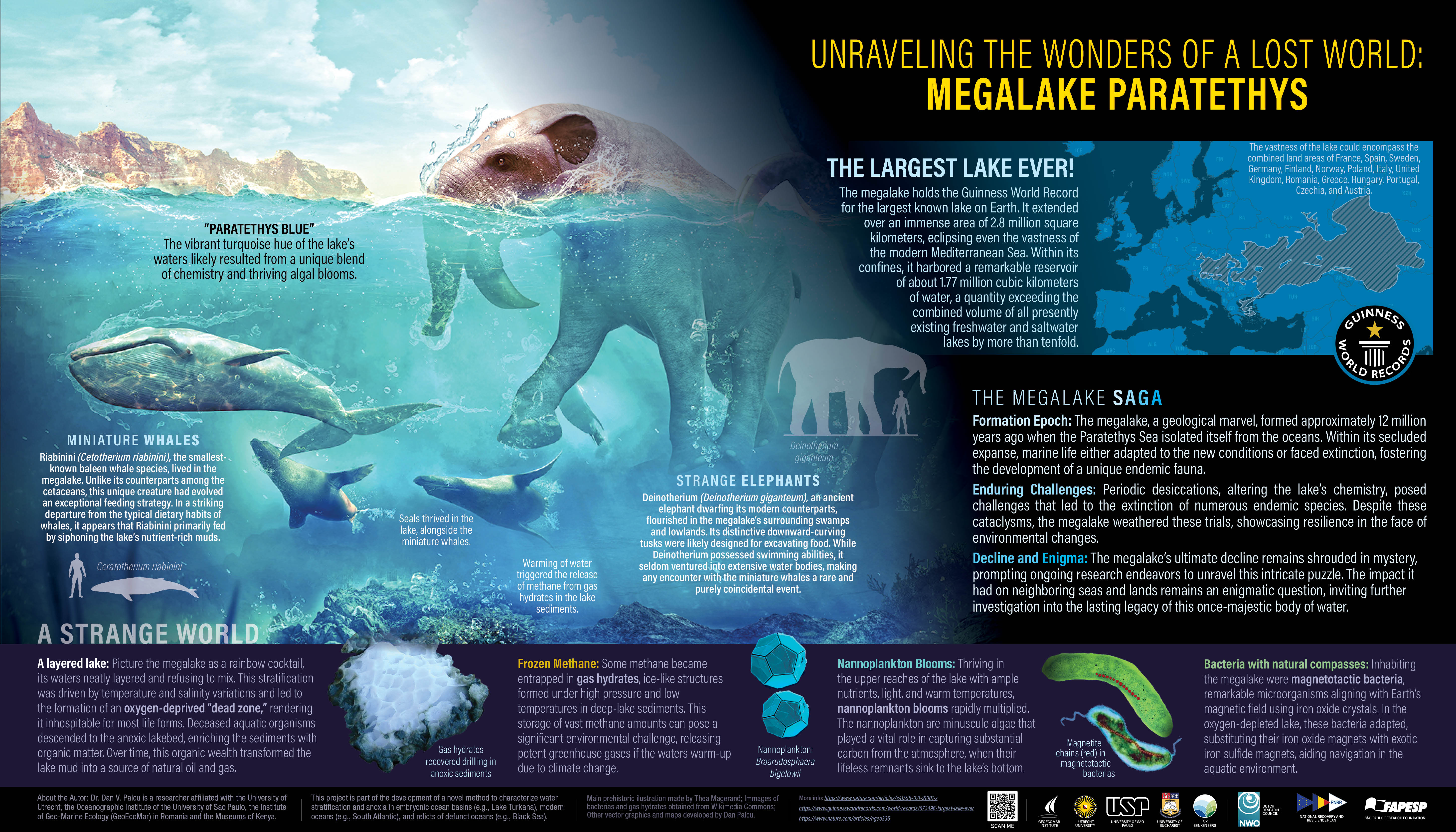
تنوع الحيوانات الضخمة في بحيرة باراتيثس يشمل الحيتانيات وزعنفيات الأقدام، وأبرزها سيتوثيريوم الذي مر بما يُفترض أنه تقزم جزيري.

كان بحر باراتيثس، أو محيط باراتيثس، أو إقليم باراتيثس، أو باراتيثس فقط، بحرًا ضحلًا كبيرًا مغلقًا يمتد من المنطقة الواقعة شمال جبال الألب عبر أوروبا الوسطى إلى بحر آرال في آسيا الوسطى.
كان بحر باراتيثس غريبًا بسبب جغرافيته القديمة: فهو يتكون من سلسلة من الأحواض العميقة، التي تشكلت خلال المرحلة الأكسفوردية من العصر الجوراسي المتأخر امتدادًا للصدع الذي شكل المحيط الأطلسي الأوسط. كانت هذه الأحواض متصلة ببعضها البعض وبالمحيط العالمي من خلال ممرات بحرية ضيقة وضحلة غالبًا ما حدت من تبادل مياه وتسبب ذلك في نقص الأكسجين على نطاق واسع على المدى الطويل.
كان باراتيثس متصلاً في بعض الأحيان ببحر تيثس أو مخلفاته (البحر الأبيض المتوسط أو المحيط الهندي) خلال العصر الأوليغوسيني وأوائل وأواسط عصر الميوسين، ولكن في بداية عصر الميوسين المتأخر، تحول البحر المحصور تكتونيا إلى بحيرة عملاقة من جبال الألب الشرقية إلى ما يُعرف الآن بكازاخستان. ومنذ عصر البليوسين فصاعدًا (بعد 5 ملايين سنة مضت)، أصبح بحر باراتيثس ضحلًا بشكل تدريجي. البحر الأسود وبحر قزوين وبحر آرال وبحيرة أرومية وبحيرة نمك وغيرها هي بقايا بحر باراتيثس اليوم.
تشكل باراتيثس منذ حوالي 34 مليون سنة في بداية العصر الأوليغوسيني، عندما انفصلت المنطقة الشمالية من محيط تيثس (بيري تيثس) عن منطقة البحر الأبيض المتوسط من إقليم تيثس بسبب تكوين جبال الألب والكاربات وجبال الألب الدينارية وجبال طوروس وجبال ألبرز. خلال العصر الجوراسي والطباشيري، كان هذا الجزء من أوراسيا مغطى ببحار ضحلة شكلت الهوامش الشمالية لمحيط تيثس. ومع ذلك، نظرًا لأن الأناضول، الحد الجنوبي لمحيط تيثس القديم، جزء من القارة الأصلية سيميريا، فقد يكون آخر بقايا تيثس القديم عبارة عن قشرة محيطية تحت البحر الأسود. تشكل محيط تيثس بين لوراسيا (أوراسيا وأميركا الشمالية) وغندوانا (إفريقيا والهند والقارة القطبية الجنوبية وأستراليا وأميركا الجنوبية) عندما انفصلت قارة بانجيا العظمى خلال العصر الثلاثي (قبل 200 مليون سنة).